# Forças Armadas da Croácia

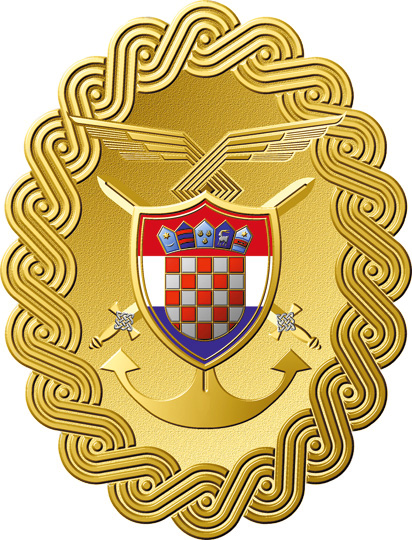
Emblema das Forças Armadas da Croácia.

As Forças Armadas da República da Croácia (em croata: Oružane snage Republike Hrvatske - OSRH) é constituída por três ramos:

Soldados croatas num exercício de treinamento.

1. Exército da Croácia (Hrvatska kopnena vojska)
2. Marinha da Croácia (Hrvatska ratna mornarica)
3. Força Aérea e Defesa da Croácia (Hrvatsko ratno zrakoplovstvo i protuzračna obrana)

O total de membros ativos das forças armadas (armada profissional) é 17.000.